# Persone di cognome Alberti
| Questa pagina contiene informazioni ricavate automaticamente dalle voci biografiche con l'ausilio del template Bio e di un bot. L'aggiornamento è periodico e automatico e ricostruisce completamente la pagina. Se manca una persona in questa lista, sei pregato di non aggiungerla, ma accertati piuttosto che la sua voce biografica contenga il template Bio e che i dati anagrafici siano correttamente compilati. Se il template Bio manca, inseriscilo tu stesso o, in alternativa, metti l'avviso {{tmp\|Bio}} che ne segnala la mancanza. Se i dati riportati sono sbagliati, correggi direttamente la voce biografica; le modifiche saranno visibili in questa lista entro pochi giorni. Per chiarimenti vedi il progetto antroponimi. La lista contiene solo le 95 persone che sono citate nell'enciclopedia e per le quali è stato implementato correttamente il template Bio. Pagina aggiornata al 7 giu 2025. |

Questa è una lista di persone presenti nell'enciclopedia che hanno il cognome Alberti, suddivise per attività principale.

## Allenatori di calcio(1)
- Ferrero Alberti, allenatore di calcio e calciatore italiano (Roma, n. 1909 - Uliveto Terme, † 1990)

## Alpinisti(1)
- Marco Alberti, alpinista e ex giocatore di curling italiano (Cortina d'Ampezzo, n. 1970)

## Architetti(4)
- Alberto di Giovanni Alberti, architetto e pittore italiano (Borgo San Sepolcro - Roma, † 1598)
- Giacomo Alberti, architetto svizzero (Bedigliora, n. 1896 - Massagno, † 1973)
- Leon Battista Alberti, architetto, scrittore e matematico italiano (Genova, n. 1404 - Roma, † 1472)
- Matteo Alberti, architetto italiano (Venezia, n. 1660 - Düsseldorf, † 1716)

## Arcivescovi cattolici(1)
- Ottorino Pietro Alberti, arcivescovo cattolico italiano (Nuoro, n. 1927 - Nuoro, † 2012)

## Astrologhe(1)
- Lucia Alberti, astrologa italiana (Vienna, n. 1921 - Roma, † 1995)

## Attori(5)
- Fritz Alberti, attore e doppiatore tedesco (Hanau, n. 1877 - Berlino Ovest, † 1954)
- Gigio Alberti, attore italiano (Milano, n. 1956)
- Guido Alberti, attore italiano (Benevento, n. 1909 - Roma, † 1996)
- Max Alberti, attore e musicista tedesco (Monaco di Baviera, n. 1982)
- Micah Alberti, attore statunitense (Oregon, n. 1984)

## Attori teatrali(2)
- Adamo Alberti, attore teatrale italiano (Cremona, n. 1809 - Napoli, † 1885)
- Daniele Alberti, attore teatrale italiano (Genova, n. 1775)

## Attrici(1)
- Alessandra Alberti, attrice e regista italiana (Gallarate, n. 1952)

## Banchieri(2)
- Francesco d'Altobianco Alberti, banchiere e poeta italiano (Firenze, n. 1401 - Firenze, † 1479)
- Niccolò degli Alberti, banchiere, diplomatico e mecenate italiano (Firenze - † 1377)

## Bobbisti(1)
- Luciano Alberti, bobbista e hockeista su ghiaccio italiano (Belluno, n. 1932 - † 2021)

## Calciatori(9)
- Cléber Luis Alberti, ex calciatore brasiliano (Palmital, n. 1982)
- Antonio Alberti, calciatore italiano
- Cesare Alberti, calciatore italiano (San Giorgio di Piano, n. 1904 - Genova, † 1926)
- Cesare Alberti, calciatore italiano (Milano, n. 1900 - Milano, † 1932)
- Francesco Alberti, calciatore italiano (Milano, n. 1924)
- Guido Alberti, calciatore italiano (San Giorgio di Piano, n. 1897 - Padova, † 1918)
- Jorge Alberti, calciatore argentino (Buenos Aires, n. 1912 - † 1985)
- Giovanni Alberti, calciatore e allenatore di calcio uruguaiano (Montevideo, n. 1916)
- Renato Alberti, calciatore italiano (San Michele Extra, n. 1936 - † 2022)

## Cantanti(2)
- Eugenio Alberti, cantante italiano (Palazzolo sull'Oglio, n. 1951)
- Willeke Alberti, cantante e attrice olandese (Amsterdam, n. 1945)

## Cardinali(1)
- Alberto Alberti, cardinale e vescovo cattolico italiano (Firenze, n. 1386 - Firenze, † 1445)

## Cestisti(2)
- Lorenzo Alberti, cestista italiano (Milano, n. 1970 - Milano, † 2007)
- Paolo Alberti, ex cestista italiano (Milano, n. 1972)

## Compositori(2)
- Domenico Alberti, compositore, clavicembalista e cantante italiano (Venezia, n. 1710 - Roma, † 1740)
- Giuseppe Matteo Alberti, compositore italiano (Bologna, n. 1685 - Bologna, † 1751)

## Direttrici della fotografia(1)
- Maryse Alberti, direttrice della fotografia francese (Langon, n. 1954)

## Drammaturghi(1)
- Luigi Alberti, commediografo e giornalista italiano (Firenze, n. 1822 - Firenze, † 1898)

## Economisti(1)
- Mario Alberti, economista e banchiere italiano (Trieste, n. 1884 - Como, † 1939)

## Fumettisti(1)
- Mario Alberti, fumettista italiano (Trieste, n. 1965)

## Generali(1)
- Konrad von Alberti, generale tedesco (Stoccarda, n. 1894 - Stoccarda, † 1967)

## Ginnaste(1)
- Angela Alberti, ex ginnasta italiana (Covo, n. 1949)

## Giocatori di curling(1)
- Enrico Alberti, giocatore di curling italiano (Cortina d'Ampezzo, n. 1947)

## Hockeisti in-line(1)
- Andrea Alberti, hockeista in-line e ex hockeista su ghiaccio italiano (San Candido, n. 1985)

## Hockeisti su ghiaccio(1)
- Francesco Alberti, ex hockeista su ghiaccio italiano (San Candido, n. 1982)

## Ingegneri(1)
- Giuseppe Antonio Alberti, ingegnere e agronomo italiano (Bologna, n. 1712 - Perugia, † 1768)

## Intagliatori(1)
- Nero Alberti da Sansepolcro, intagliatore e poeta italiano (Sansepolcro, n. 1502 - † 1568)

## Linguisti(1)
- Arnaldo Alberti, linguista e filologo italiano (Treviso, n. 1935)

## Mafiosi(1)
- Gerlando Alberti, mafioso italiano (Palermo, n. 1927 - Palermo, † 2012)

## Matematici(1)
- Giovanni Alberti, matematico italiano (Ferrara, n. 1965)

## Militari(3)
- Adriano Alberti, militare, storico e politico italiano (Milano, n. 1870 - Torino, † 1955)
- Armand von Alberti, militare tedesco (Ulma, n. 1866 - Ulma, † 1919)
- Gaetano Alberti, militare italiano (Mormanno, n. 1878 - Castelnuovo del Carso, † 1915)

## Nobili(3)
- Alberto V degli Alberti, nobile italiano († 1250)
- Alberto IV degli Alberti, nobile italiano (n. 1143 - † 1203)
- Alessandro Alberti, nobile italiano

## Pallavoliste(2)
- Sara Alberti, pallavolista italiana (Brescia, n. 1993)
- Valeria Alberti, ex pallavolista italiana (Novara, n. 1984)

## Pianisti(2)
- Andrea Alberti, pianista, compositore e tastierista italiano (Trapani, n. 1949)
- Daniele Alberti, pianista italiano (Brescia, n. 1965)

## Pittori(11)
- Alessandro Alberti, pittore italiano (Sansepolcro, n. 1551 - Roma, † 1596)
- Antonino Alberti, pittore italiano (Messina, n. 1600 - † 1649)
- Antonio Alberti, pittore italiano (Ferrara - Urbino)
- Cherubino Alberti, pittore e incisore italiano (Borgo Sansepolcro, n. 1553 - Roma, † 1615)
- Durante Alberti, pittore italiano (Borgo Sansepolcro - Roma, † 1613)
- Francesco Alberti, pittore italiano
- Giovanni Alberti, pittore italiano (Sansepolcro, n. 1558 - Roma, † 1601)
- Giuseppe Alberti, pittore, architetto e presbitero italiano (Tesero, n. 1640 - Cavalese, † 1716)
- Jean-Eugène-Charles Alberti, pittore olandese (Maastricht, n. 1777)
- Michele Alberti, pittore italiano (Borgo San Sepolcro, n. 1530)
- Pietro Francesco Alberti, pittore e incisore italiano (Sansepolcro, n. 1584 - Roma, † 1638)

## Poeti(1)
- Filippo Alberti, poeta italiano (Umbertide, n. 1548 - Perugia, † 1612)

## Politiche(1)
- Maria Elisabetta Alberti Casellati, politica italiana (Rovigo, n. 1946)

## Politici(5)
- Antonio Alberti, politico italiano (Verona, n. 1883 - Pacengo, † 1956)
- Antonio Alberti, politico italiano (Catanzaro, n. 1929 - Firenze, † 2000)
- Dino Alberti, politico italiano (Brescia, n. 1982)
- Giuseppe Alberti, politico italiano (Blera, n. 1902 - Roma, † 1974)
- Peter Adler Alberti, politico danese (Copenaghen, n. 1851 - Copenaghen, † 1932)

## Produttori discografici(1)
- Alberto Alberti, produttore discografico italiano (Bologna, n. 1932 - Bentivoglio, † 2006)

## Rapper(1)
- Left Side, rapper italiano (Nichelino, n. 1975)

## Sciatori alpini(1)
- Bruno Alberti, ex sciatore alpino, sciatore di velocità e allenatore di sci alpino italiano (Cortina d'Ampezzo, n. 1934)

## Sciatrici alpine(2)
- Elena Alberti, ex sciatrice alpina italiana (n. 1964)
- Maria Laura Alberti, ex sciatrice alpina italiana (Belluno, n. 1962)

## Scrittori(2)
- Antonio Alberti, scrittore, umanista e politico italiano (Firenze)
- Arnaldo Alberti, scrittore italiano (Verona, n. 1866 - Verona, † 1896)

## Scrittrici(1)
- Barbara Alberti, scrittrice, sceneggiatrice e drammaturga italiana (Umbertide, n. 1943)

## Scultori(1)
- Achille Alberti, scultore italiano (Milano, n. 1860 - Camnago, † 1943)

## Soprani(1)
- Eleonora-Noga Alberti, soprano e musicologa argentina (Buenos Aires)

## Storici(1)
- Leandro Alberti, storico, filosofo e teologo italiano (Bologna, n. 1479 - Bologna, † 1552)

## Tenori(1)
- Werner Alberti, tenore, pedagogo e attore cinematografico tedesco (Gnesen, n. 1861 - Berlino, † 1934)

## Vescovi cattolici(3)
- Giacomo Alberti, vescovo cattolico italiano (Prato - Monaco di Baviera)
- Giuseppe Alberti, vescovo cattolico italiano (Este, n. 1965)
- Gottifredo degli Alberti, vescovo cattolico italiano (Firenze - Firenze, † 1142)

## Viaggiatori(1)
- Pietro Cesare Alberti, viaggiatore italiano (Venezia, n. 1608 - Nuova Amsterdam, † 1655)

## Senza attività specificata(2)
- Napoleone Alberti, italiano
- Orso degli Alberti, italiano († 1286)